# Ara (rodzaj)
Ara – rodzaj dużych ptaków z podrodziny papug neotropikalnych (Arinae) w obrębie rodziny papugowatych (Psittacidae).

## Zasięg występowania
Rodzaj obejmuje gatunki występujące w Ameryce Południowej, Ameryce Centralnej i Meksyku.

## Morfologia i ekologia
Długość ciała 46–95 cm; masa ciała 285–1708 g. Charakteryzują się bardzo długim ogonem, kolorowym upierzeniem oraz dużym, hakowato zakończonym dziobem. Gdy są podekscytowane, ich policzki mogą się rumienić. Dymorfizm płciowy praktycznie nie występuje. Odżywiają się owocami i orzechami (kruszą skorupę, a następnie wydobywają zawartość językiem). Łatwo się oswajają. Niektóre mogą uczyć się naśladować ludzką mowę. W niewoli dożywają czasem nawet do 65 lat.

## Systematyka

### Etymologia
- Ara: tupi. onomatopeja Ara odnosząca się do ary, ale również w połączeniu wskazuje inne ptaki (np. Araçarí, Araponga). Arara to ogólna nazwa dla papug[12].
- Maracanus: na podstawie  „Maracana” Marggrafa z 1648 roku, od tupi. nazwy Maracanā „żuć korę” dla ar[12]. Gatunek typowy: Psittacus severus Linnaeus, 1758.
- Paracus: autor opisu taksonu nie wyjaśnił znaczenia nazwy; gr. παρα para „blisko”; rodzaj Ara Lacépède, 1799[12]. Nowa nazwa dla Ara Lacépède, 1799.
- Macrocercus (Macrocircus): gr. μακροκερκος makrokerkos „długoogonowy”, od μακρος makros „długi”; κερκος kerkos „ogon”[12]. Gatunek typowy: Psittacus macao Linnaeus, 1758.
- Araclanga: rodzaj Ara Lacépède, 1799; łac. clangere „rozbrzmiewać”[12]. Nowa nazwa dla Ara ze względu na puryzm.
- Aracanga: epitet gatunkowy Psittacus aracanga J.F. Gmelin, 1788; tupi. nazwa Aráracanga „wielkogłowa papuga” dla różnych ar[12]. Gatunek typowy: Psittacus aracanga J.F. Gmelin, 1788 (= Psittacus macao Linnaeus, 1758).
- Ararauna: epitet gatunkowy Psittacus ararauna Linnaeus, 1758; tupi. nazwa Arára úna „wielka ciemna papuga” dla modroary hiacyntowej[12]. Gatunek typowy: Psittacus ararauna Linnaeus, 1758.
- Hemipsittacus: gr. ἡμι- hēmi- „pół, mały,” podobny do, od ἡμισυς hēmisus „połowa”; ψιττακος psittakos „papuga”[12]. Gatunek typowy: Psittacus severus Linnaeus, 1758.

### Podział systematyczny
Do rodzaju należą następujące gatunki:
- Ara severus (Linnaeus, 1758) – ara kasztanowoczelna
- Ara rubrogenys Lafresnaye, 1847 – ara różowooka
- Ara ararauna (Linnaeus, 1758) – ara ararauna
- Ara glaucogularis Dabbene, 1921 – ara szafirowa
- Ara tricolor (Bechstein, 1811) – ara trójbarwna – takson wymarły około 1885 roku[14]
- Ara macao (Linnaeus, 1758) – ara żółtoskrzydła
- Ara chloropterus G.R. Gray, 1859 – ara zielonoskrzydła
- Ara militaris (Linnaeus, 1766) – ara zielona
- Ara ambiguus (Bechstein, 1811) – ara oliwkowa
- Ara autocthones Wetmore, 1937 – takson wymarły, znany na podstawie kości[15]